# NGC 147
NGC 147은 카시오페이아자리에 있는 타원 은하이며, 안드로메다 은하의 위성 은하이다.